# George Seton
George Seton, född 1696 i Linlithgow, Skottland, död 1786 i Sverige. Tillhörde grenen Seton of Hilty ur den gamla skotska adliga familjen Seton. Inkom till Sverige 1718 och byggde upp en omfattande verksamhet som skeppsredare och köpman. 
År 1785 köpte Seton Ekolsunds slott av Gustav III och blev samma år jämte sin systerson och adoptivson Alexander Baron (1738–1814) naturaliserad som svensk adelsman. Den senare blev anfader till den ännu levade svenska introducerade adliga ätten Seton.